# Les Bannis
Les Bannis (The Outcasts) est une série télévisée américaine en 26 épisodes de 45 minutes, créée par Hugh Benson et diffusée entre le 23 septembre 1968 et le 5 mai 1969 sur le réseau ABC.
En France, la série a été diffusée à partir du 1er novembre 1970 sur la deuxième chaîne de l'ORTF.

## Synopsis
Cette série met en scène deux chasseurs de primes, à la fin de la guerre de Sécession, contraints de voyager ensemble alors que tout les oppose : l'un est un ancien aristocrate de Virginie, sudiste et l'autre est un esclave affranchi, nordiste.

## Distribution

### Acteurs principaux
- Don Murray (VF : Alain Dorval) : Earl Corey
- Otis Young (VF : Med Hondo) : Jemal David

### Autres acteurs
- Rodolfo Acosta : Chief Frente (épisode 23), Emilio (épisode 24),
- Parley Baer : (épisode 26)
- Donald Barry : le chef (épisode 25)
- Philip Bruns : marshal Gandy (épisode 26)
- Lilyan Chauvin : femme silencieuse (épisode 26)
- Ted de Corsia : sheriff (épisode 25)
- Dennis Cross (en) : Tark (épisode 22)
- John Cullum : Pale Hands (épisode 19)
- Mousie Garner (en) : le garçon d'étable (épisode 25)
- Leo Gordon : Mark Fenner (épisode 22)
- Tammy Grimes : Polly (épisode 20)
- Kevin Hagen : sheriff (épisode 20)
- Jester Hairston : Daniel (épisode 24)
- Vinton Hayworth : McDonough (épisode 19)
- John Hoyt : Justin Hawley (épisode 24)
- Arthur Hunnicutt : Beckwith (épisode 19)
- Harvey Jason : Limey (épisode 19)
- Gene LeBell (en) : le prisonnier (épisode 19)
- Anna Lee : Amelia (épisode 24)
- Nancy Malone (en) : Mavis (épisode 24)
- Maidie Norman : Esther (épisode 24)
- Adolfo Larrue Martinez : l'indien (épisode 21)
- Arvo Ojala (en) : tireur 1 (épisode 25)
- James Patrick O'Malley : Northingest Jim (épisode 25)
- Ed Peck : Jenner (épisode 20)
- Alejandro Rey : Miguel Otero (épisode 19)
- Mike Road (en) : Stan Sutton (épisode 20)
- Ruth Roman : Jade (épisode 22)
- Dick Sargent : Reece (épisode 24)
- Pippa Scott : Augusta Barnes (épisode 22)
- Hilary Thompson (en) : Bonnie (épisode 22)
- William Traylor : Todd Spencer (épisode 24)
- William Windom : Lafe Partman (épisode 23)
- H.M. Wynant (en) : chasseur d'ours (épisode 26)
- John Zaremba (en) : Remsen (épisode 20)
- James Gregory : sheriff John Giles (épisode 03)
- Gloria Foster : Sabine  (épisode 05)
- John Dehner : Le colonel Romulus (épisode 05)

## Fiche technique
- Titre original : The Outcasts
- Titre français : Les Bannis
- Création : Hugh Benson
- Supervision de l'écriture : Leon Tokatyan
- Producteur exécutif : Hugh Benson
- Producteurs : Jon Epstein, Ben Brady et E.W. Swackhamer
- Producteurs associés : Louis H. Goldstein et Sheldon Schrager
- Musique : Hugo Montenegro
- Directeur de la photographie : Harold E. Stine
- Montage : Norman Colbert, Peter Colbert et Aaron Nibley
- Distribution : Geoffrey Fischer
- Création des décors : Ross Bellah et Robert Peterson
- Supervision des maquillages : Ben Lane
- Compagnie de production : Screen Gems Television
- Compagnie de distribution : ABC
- Pays d'origine : États-Unis
- Langue : anglais mono
- Couleur : Pathécolor
- Ratio écran : 1.33:1
- Format négatif : 35 mm
- Procédé cinématographique : Sphérique
- Durée : 26 x 45 minutes
- Dates de première diffusion :  États-Unis : 23 septembre 1968 ;  France : 1er novembre 1970

## Liste des épisodes
13 épisodes ont été doublés en français.

### Épisode 1:Les Bannis
- Slim Pickens (le sergent)
- Burr DeBenning (le lieutenant)
- Gino Conforti (un bandit)
- Woodrow Parfey (le Juge)
- Warren Finnerty (Henderson)

### Épisode 2:La Chevauchée de la vengeance
- Charles McGraw (Mose Skinner)
- Diana Muldaur (Peg Skinner)
- Ken Lynch (shérif Lansford)
- Erik Holland (Dobbs)
- Frank Marth (Roy Tanner)
- Gene Shane (Lew)
- John Beck (Jesse)
- Troy Melton (Harry)

### Épisode 3:Trois façons de mourir
- James Gregory (shérif John Giles)
- Paul Langton (Gregg Jeremy)
- Christopher Stone (Tom Jeremy)
- Dub Taylor (Anson)
- Bill Quinn (Doc Starnes)
- Stuart Nisbet (un policier)

### Épisode 4:The Understanding
- William Mims (Murphy)
- Nico Minardos (le lieutenant)
- Jorge Moreno (le capitaine)
- Manuel Padilla (un jeune mexicain)
- Rita Rogers (Marguerita)

### Épisode 5:Entrez dans la danse
- Gloria Foster (Sabine)
- John Dehner (le colonel Romulus)
- Virginia Gregg (Odette)
- Walter Coy (le shérif Patton)
- Wayne Heffley (le barman)
- James Wainwight (Sukey)
- Art Metrano (Jesse)

### Épisode 6:Les Héros
- Royal Dano (Walt Madsen)
- Michael Margotta (Matt)
- James Westerfield (Blackburn)
- Bo Svenson (Pardee)
- Sammy Jackson (Jack Becker)
- Warren Vanders (Lou Becker)
- Myron Healey (Locke)
- Duane Grey (Bonning)
- Ivor Francis (Doc)

### Épisode 7:Mon Nom est Jemal
- James Edwards (Taggert)
- Arthur Franz (Anse Farnum)
- John Marley (Bricker)
- Charles Dierkop (Jeeter)
- James Michelle (Michele)
- Walter Brooke (Trask)
- Roy Jenson (Ben)

### Épisode 8:The Night Riders
- Steve Ihnat (Jeb Collins)
- Larry Gates (général Carver)
- Isabelle Cooley (Sophie)
- Joan Hotchkis (Melissa)
- Jeff Pomerantz (Clay)

### Épisode 9:Le Vin lourd
- William C. Watson (Cart Munson)
- Kay Reynolds (Maggie)
- Logan Ramsey (Ab)
- Lou Frizzell (docteur Traynor)
- Jan Burrell (Carrie)
- Jim Boles (Stoker)
- Phil Chambers (le shérif)

### Épisode 10:The Man from Bennington
- Fritz Weaver (Sam Croft),
- Michael Conrad (le sergent McCracker)
- Kenneth Tobey (le shérif Garrett)
- Hayden Rorke (le docteur Ellis),
- Gerald Michenaud (Benjie)
- Richard Tate (Luther)
- Don Keefer (Case)

### Épisode 11:The Bounty Children
- Michael Burns (Randy)
- Charles Aidman (Dan Forrest)
- Dan Tobin (Coker)
- Donald Barry (Regan)
- Linda Sue Risk (Ellen)

### Épisode 12:Un Jour, Ils se Lèveront
- William Bramley (Stretter)
- Sean McClory (Welch)
- Mort Mills (Tauber)
- Ken Swofford (Ramsey)
- Richard Jury (Price)
- Frank Ramirez (Martinez)

### Épisode 13:The Alligator King
- Paul Mantee

### Épisode 14:The Candidates
- Susan Howard

### Épisode 15:The Glory Wagon
- Jack Elam

### Épisode 16:Acte de foi
- Brock Peters

### Épisode 17:The Thin Edge
- Ida Lupino

### Épisode 18:Gideon
- Roscoe Lee Browne

### Épisode 19:And Then There Was One
- Maree Cheatham

### Épisode 20:Hung for a Lamb
- Tammy Grimes

### Épisode 21:A Time of Darkness
- A Martinez

### Épisode 22:La Ville du refus
- Ruth Roman

### Épisode 23:Le Diable noir
- Lyle Bettger

### Épisode 24:Donnez-moi demain
- Dick Sargent

### Épisode 25:La Longue Chevauchée
- Ted de Corsia

### Épisode 26:How Tall Is Blood?
- Philip Bruns

## Autour de la série
Lors du tournage d'un épisode, Otis Young refusa de dire cette réplique : « Rien de tel qu'un négrillon pour bien prier. » et s'en expliqua : « Les Blancs pensent qu'il n'y a que les Noirs pour danser, pour chanter, pour prier. Eh bien, c'est faux. Les Noirs ont été perdus parce qu'ils sont trop allés dans les églises, dans les dancings, dans les cabarets des Blancs. Il y a une nouvelle race de Noirs, dans ce pays, qui ne veut plus singer les Blancs, mais retrouver sa personnalité réelle. Comme vedette de ce feuilleton, je me sens une responsabilité envers ces Noirs-là. La phrase en question est une insulte à leur égard. C'est pourquoi je ne la prononcerai jamais. Si je perds mon rôle, j'en serai navré, mais je sais que je l'aurai voulu. » Il conserva son rôle.

## Sortie vidéo (France)
La série est sortie en France sur le support DVD :
- Les Bannis, Volume 1 (Coffret 4 DVD-9) sorti le 13 novembre 2019 édité par Elephant Films et distribué par Sony Pictures Home Entertainment. Le ratio écran est de 1.33:1 4:3 plein écran. L'audio est en français et anglais mono 2.0 avec présence de sous-titres français. 12 épisodes de 60 minutes sont présents dans ce premier volume : Les Bannis, La Chevauchée de la vengeance, Trois Façons de mourir, The Understanding, Entrez dans la danse, Les Héros, Je me nomme Jemal, The Night Riders, Le Vin lourd, The Man From Bennington, Bounty Children et Un jour, ils se lèveront. Il s'agit d'une édition zone 2 Pal[2].

- Les Bannis, Volume 2 (Coffret 5 DVD-9 avec livret de présentation des épisodes) sorti le 18 décembre 2019 édité par Elephant Films et distribué par Sony Pictures Home Entertainment. Le ratio écran est de 1.33:1 4:3 plein écran. L'audio est en français et anglais mono 2.0 avec présence de sous-titres français. Les 14 derniers épisodes de 60 minutes sont présents dans ce second volume. Il s'agit d'une édition zone 2 Pal[3].